# バイカツツジ
バイカツツジ（梅花躑躅、学名：Rhododendron semibarbatum Maxim.）はツツジ科ツツジ属に分類される落葉低木の1種。

## 特徴
高さは2mになり、若い枝や葉柄には開出した長い腺毛と短い毛が混じって生える。
葉は互生し、枝先に集まってつき、葉柄は長さ5-10mmになる。葉身は長さ2.5-5cm、幅1-2cmになり、楕円形で、先は短くとがり先端に腺状突起があり、基部は鋭形になる。葉の表面には毛が散生し、裏面の葉脈の上に長い腺毛が生え、縁には鈍鋸歯があり、細い毛が生える。
花期は6-7月。葉が展開した後に、枝先の葉芽の下につく数個の花芽に1個ずつ花をつける。花柄は長さ5mmになり、短毛と腺毛が混じって生える。花冠は白色で、径2cmの広漏斗形で皿形に広く開き、花冠の上側内面に赤色の斑点がある。雄蘂は5本で、うち上部の2本は短く、ふつう不稔で、花糸に白色の軟毛が密生し、下部の3本は長く、花糸に白毛がありやや膝状に湾曲する。果実は蒴果で長さ4mmの卵状球形になり、褐色の腺毛が生える。
庭木や花材として利用されている。

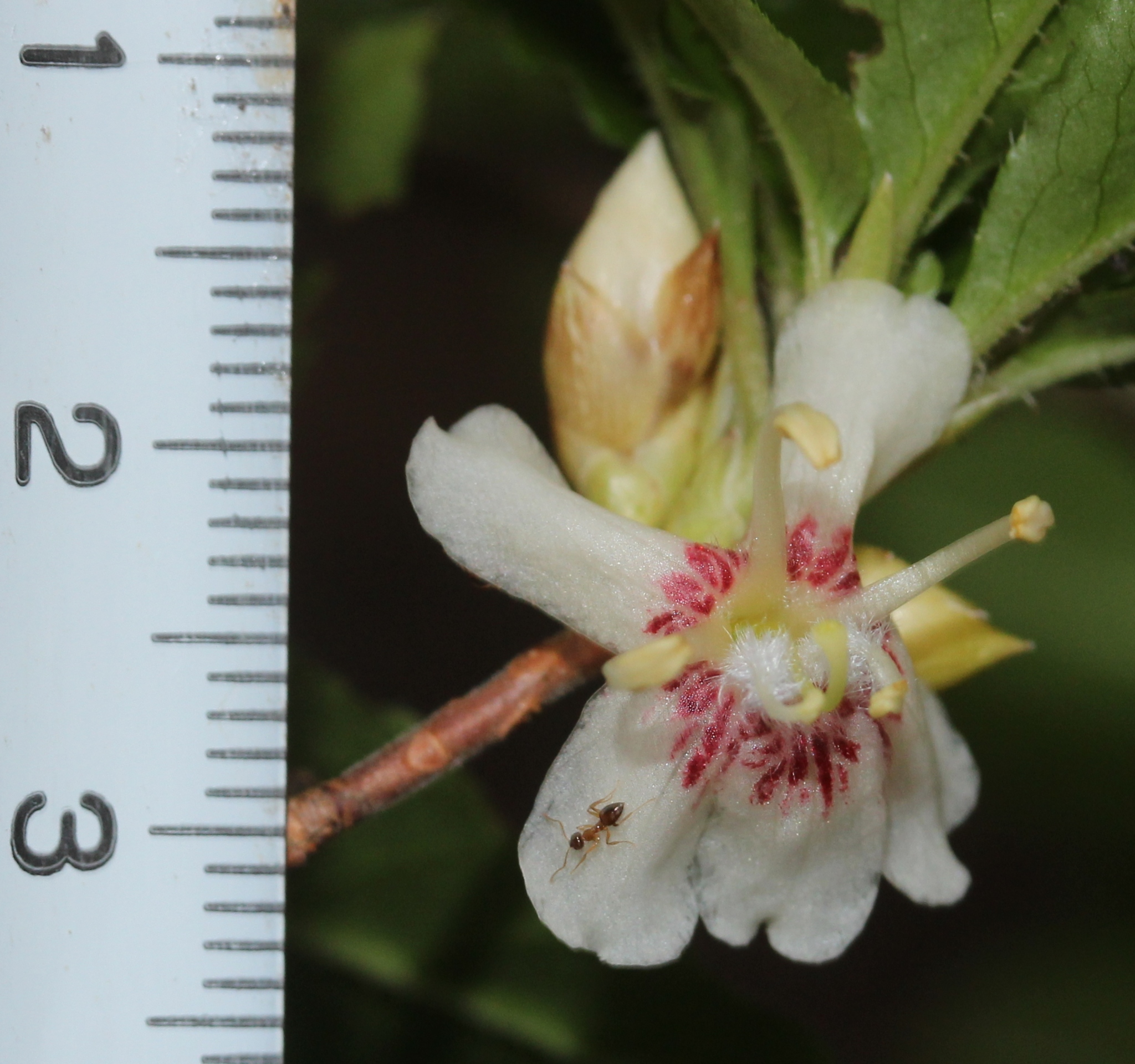
蕾と花の細部、雄蘂は5本で2本は短い
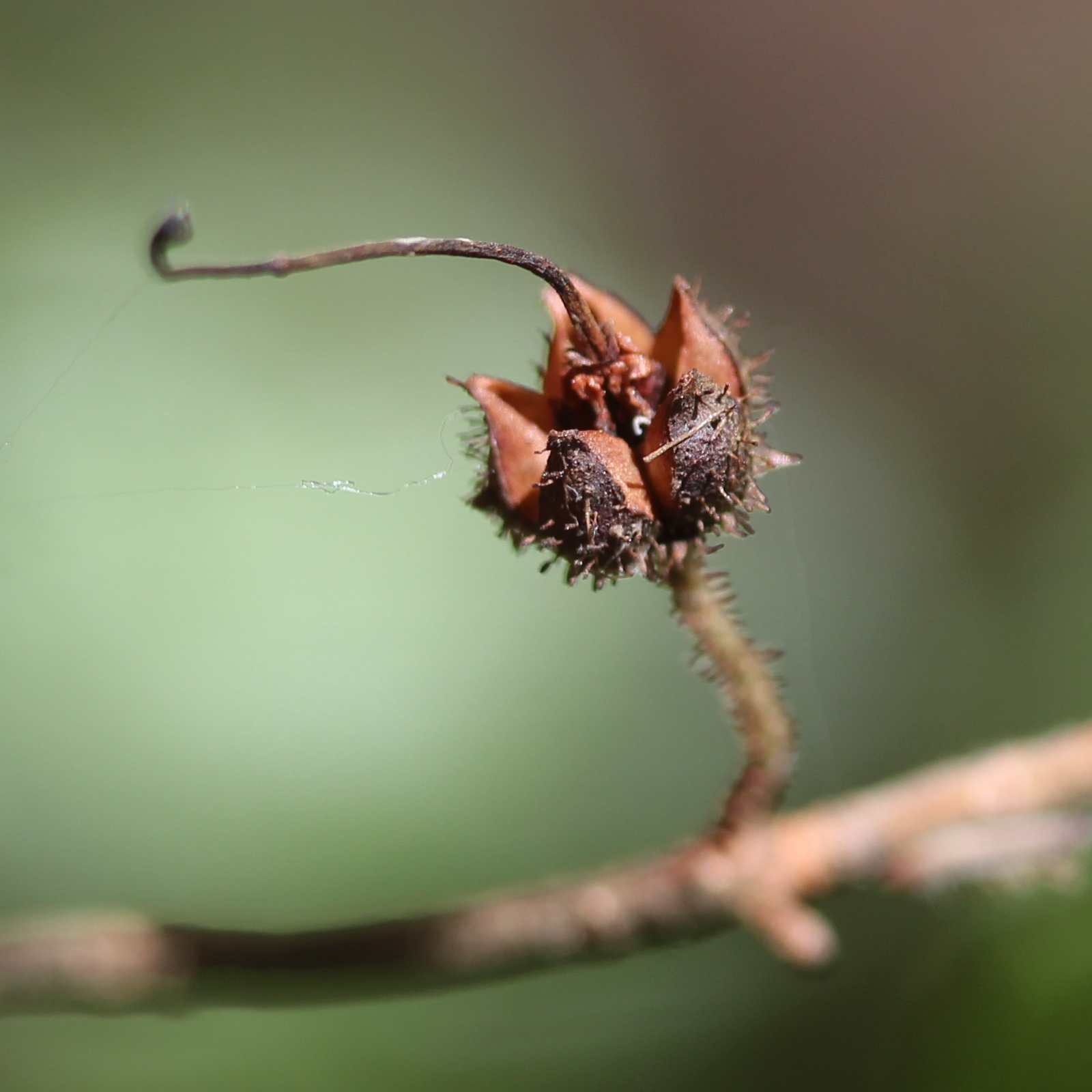
果実
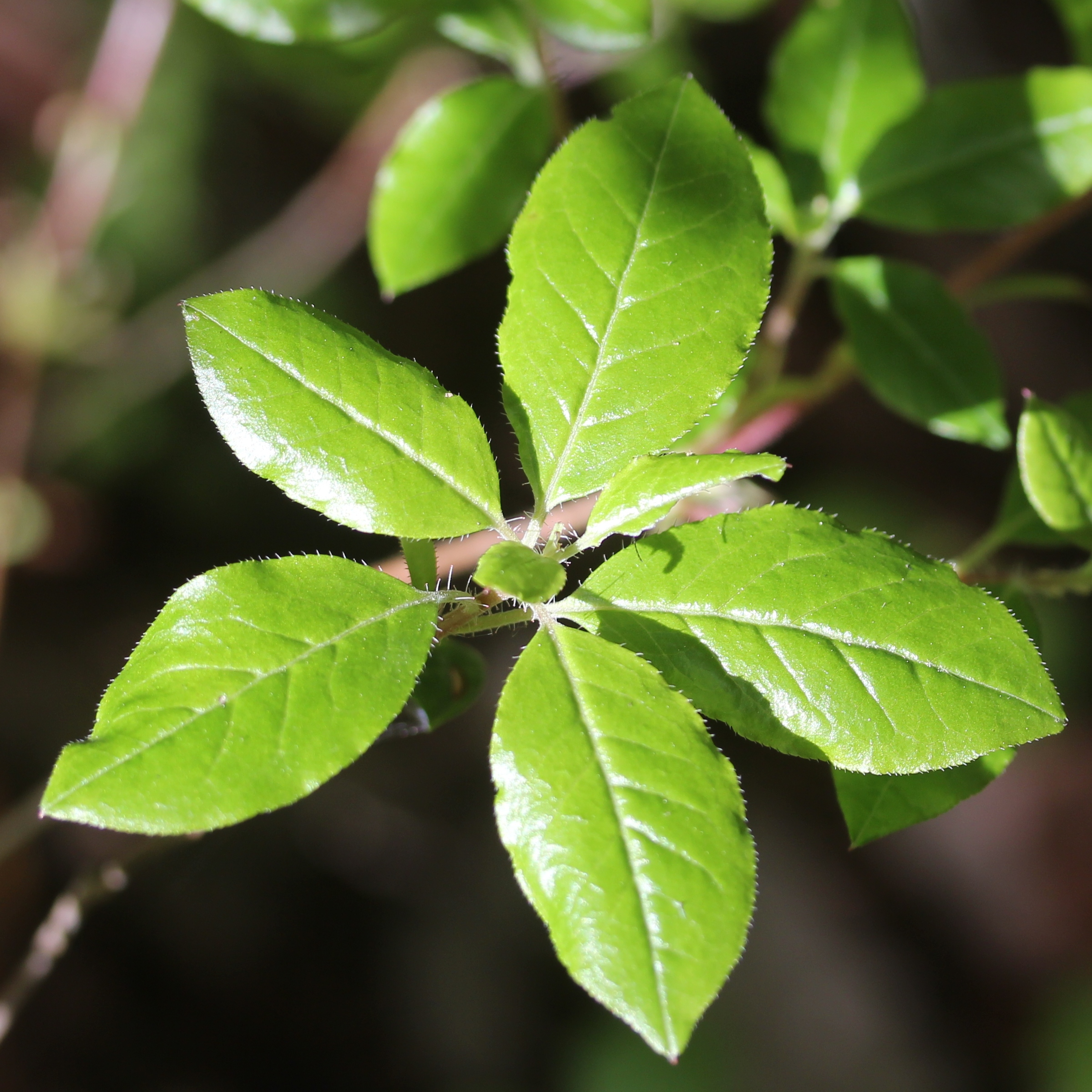
楕円形の葉

## 分布と生育環境
北海道（渡島半島）、本州、四国、九州に分布し、山地の林縁などに生育する。

## ギャラリー
- 枝先の葉芽の下に花芽がつき花がつく。
- 雄蕊の上2本は短く、下3本は長い。